# Théophile Pujès
Théophile Pujès (né le 4 novembre 1863 à Saint-Gaudens, dans la Haute-Garonne et mort le 22 novembre 1941  à Marseille, dans les Bouches-du-Rhône) est un architecte et un homme politique français. 

## Biographie
Diplômé de l'école des Ponts et chaussées, Théophile Pujès termine sa carrière comme architecte en chef du département des Bouches-du-Rhône. Il se présente aux élections sénatoriales en 1912, et gagne d'extrême justesse, mais son élection est invalidée. Il entre finalement au Sénat en 1930 et siège comme socialiste indépendant, ne s'inscrivant à aucun groupe. Il est battu en 1939 et quitte la vie politique.

## Sources
- « Théophile Pujès », dans le Dictionnaire des parlementaires français (1889-1940), sous la direction de Jean Jolly, PUF, 1960 [détail de l’édition]